# Corybas cheesemanii
Corybas cheesemanii är en orkidéart som först beskrevs av Joseph Dalton Hooker och Thomas Kirk, och fick sitt nu gällande namn av Carl Ernst Otto Kuntze. Corybas cheesemanii ingår i släktet Corybas, och familjen orkidéer. Inga underarter finns listade i Catalogue of Life.